# 延普
延普（？—？），鮮卑姓可地延，代人。鮮卑族，曾擔任安定鎮都大將，爵封巴東公，北魏明元帝、太武帝時期將領。

## 事蹟
延普在《魏書》中並無傳，其行事散見史書中各處，北魏明元帝時期，北燕徒何部的庫傉官斌先投降北魏，但之後又反叛回歸北燕，在泰常元年（416年），當時擔任驍騎將軍的延普率領軍隊橫渡濡水，大破北燕軍隊，斬庫傉官斌以及北燕幽州刺史、漁陽公庫傉官昌和征北將軍、關內侯庫傉官提等將領的首級，又生擒庫傉官女生，俘送平城。泰常三年（418年）拓跋嗣命令長孫道生和李先、奚觀領兩萬名精騎攻打北燕，又令延普和尉諾自幽州領兵進軍遼西，壯其軍勢。兩年後（420年），朝廷下詔命延普前往平陽郡的乾城地區築城。
太武帝即位後，延普參與攻擊夏國的軍事行動，在始光三年（426年），拓跋燾派遣奚斤率雍州刺史延普以及義兵將軍封禮等軍隊襲攻夏國的蒲坂，北魏軍隊還未抵達，蒲坂守將赫連乙升便棄城逃跑。到了神䴥三年（430年）拓跋燾親征擊破夏國的安定和平涼等城，關中地區正式納入北魏版圖，留下延普鎮守安定。延和二年（433年），當時擔任安定鎮都大將的延普，與征西將軍金崖、涇州刺史狄子玉三人之間互相爭權結怨，金崖和狄子玉兩人聯手起兵攻打延普，但不成功，便率部隊退保胡空谷，之後由陸俟率兵討平之。